# Торсіон

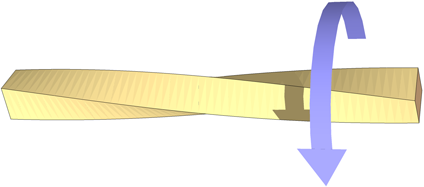
Деформація торсіона при навантаженні

Торсіо́н (пруж́ина кру́чення) — стрижень, кінці якого защемлені в деталях, що зазнають пружного кутового зміщення (деформації кручення). Защемлення виконується, наприклад, за допомогою шліцьового з'єднання.
Стрижні виготовляють із пружинних сталей. Торсіони часто застосовують як вали для з'єднання двох обертових деталей, носять назву «торсіонні вали». Вони добре компенсують крутильні ударні навантаження, а також, перекоси та неспіввісності.

## Модуль кручення
Для математичного опису торсіонів використовується закон Гука для деформацій зсуву:
{\displaystyle T=-\kappa \theta \,}
де {\displaystyle T} — момент сили, прикладеної до торсіона у Н·м;
{\displaystyle \theta \,} — відносний кут закручення у радіанах на метр довжини стрижня торсіона (рад/м);
{\displaystyle \kappa \,} — константа вимірювана у Н·м²/рад, що носить назву жорсткість при крученні і характеризується добутком модуля зсуву (модуля пружності другого роду) та полярного моменту інерції: {\displaystyle \kappa =G\cdot I_{p}.} Жорсткість при крученні характеризує момент сили, що потрібен для скручування одиниці довжини стрижня (торсіона) на кут в один радіан.

## Застосування торсіонів
- Маятники з торсіонним підвісом.

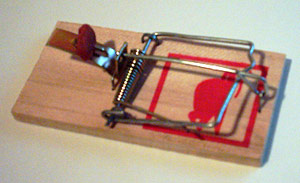
Мишоловка із спіральною торсіонною пружиною

- Пружини торсіонних підвісок автомобілів та бронетехніки, за рахунок пружної деформації яких на скручування знижуються динамічні навантаження, що передаються підресорній частині автомобіля[1].
- Торсіонні вали — елемент валопроводу, що являє собою попередньо тарований вал, призначений для безпосереднього вимірювання передаваного ним крутного моменту[2] або для згладжування крутильних ударів.
- Крутильні (торсіонні) терези — фізичний прилад, призначений для вимірювання малих сил або моментів сил.